# Semanding (Pengandonan)
Semanding is een bestuurslaag in het regentschap Ogan Komering Ulu van de provincie Zuid-Sumatra, Indonesië. Semanding telt 284 inwoners (volkstelling 2010).